# Amo tu cama rica
Amo tu cama rica és una pel·lícula espanyola de 1992, dirigida per Emilio Martínez Lázaro. Es tracta d'una comèdia on els protagonistes són els joves

## Argument
Pedro (Pere Ponce) se sent incomprès per les dones. En l'amor és lent, però insegur. Sara (Ariadna Gil) acaba d'acabar la carrera de veterinària i té un èxit professional raonable. Ell encara no ha definit el seu futur. Tots dos són cordials, tenen amics. No discuteixen amb els pares. No discuteixen amb ningú. Només es barallen entre ells. Ells són el seu únic problema, però també la seva única solució...

## Repartiment
- Pere Ponce: Pedro
- Ariadna Gil: Sara
- Cassen: pare
- Lina Canalejas: mare
- Javier Bardem: Antonio
- Ayanta Barilli: Inés
- Juan Botella: Jaime
- Roberto Cairo: Servidor
- Begoña Cano-Manuel: Ana
- Carmen Curra: Susi
- Gabriel Garbisu: Carlos
- Ramón Goyanes: Javi
- Cayetana Guillén Cuervo: Lola

## Comentaris
Aquesta pel·lícula va llançar la carrera de Ariadna Gil, que va obtenir el Premi Ondas 1992 a la millor Actriu pel seu paper, el Fotogramas de Plata 1992 a la millor actriu així com el Premi del Festival de Peníscola de 1992.
La pel·lícula va obtenir així mateix el premi més important d'aquest últim festival: el Premi Calabuig a la Millor Pel·lícula. Va ser un èxit de crítica i públic, superant els 216.000 espectadors